# Kokotice ladní

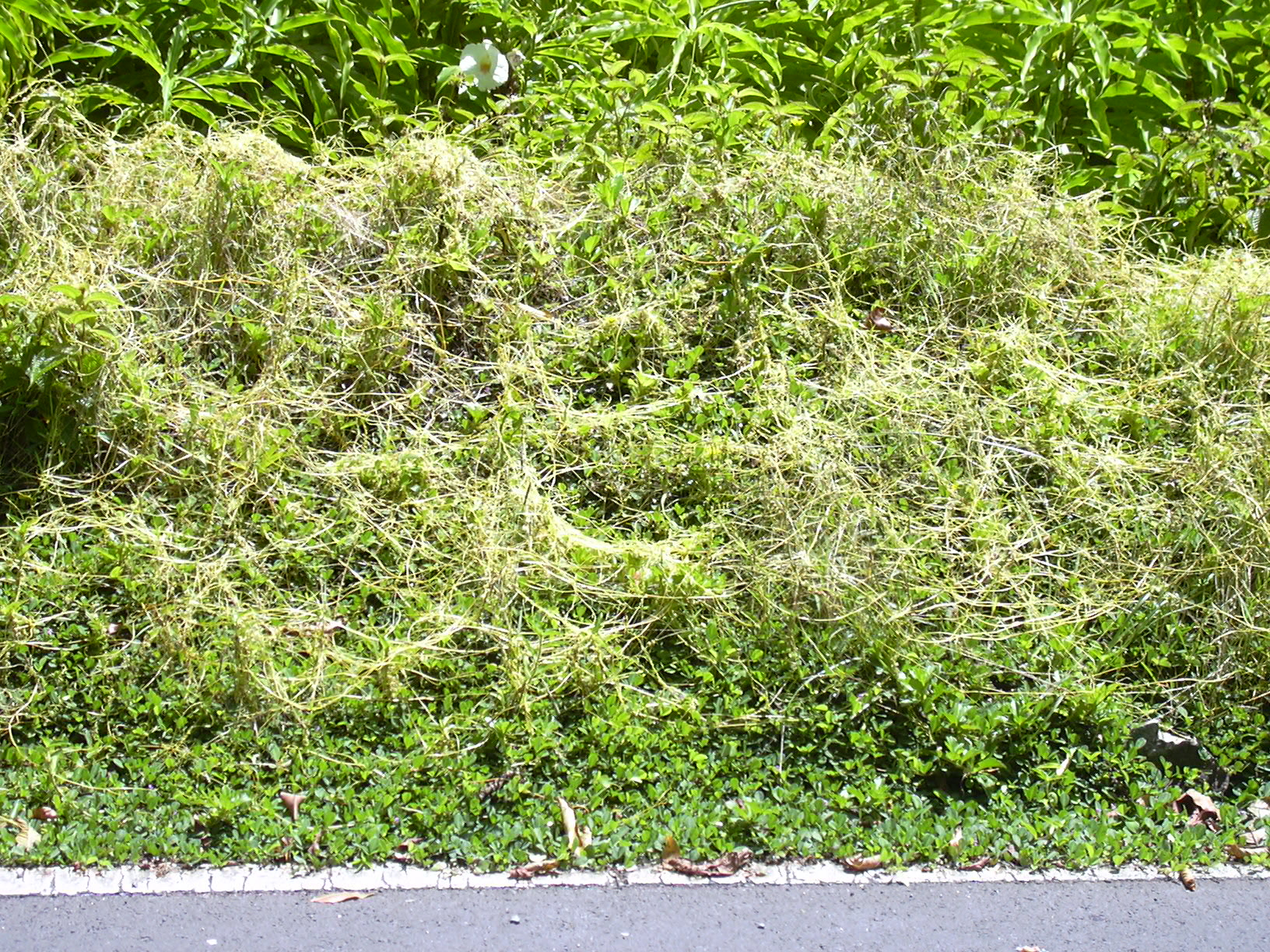
Porost kokotice ladní

Kokotice ladní (Cuscuta campestris) je parazitická rostlina bez kořenů a listů, má pouze lodyhy, květy a plody, je jedním z téměř 200 druhů rodu kokotice. Je původní v Severní Americe a na karibských ostrovech, odkud se rozšířila do Jižní Ameriky, Jižní, Střední i Západní Evropy, do velké části Asie od Arabského poloostrova přes Kavkaz, Střední Asii a Čínu až po Japonsko, Indii a Indonésii. Doputovala také do Austrálie i na Tichomořské ostrovy.

## Výskyt v Česku
V České republice je kokotice ladní považována za invazní neofyt, patrně byla zavlečena s osivem kulturních plodin, olejninami, luštěninami nebo bavlnou. V Praze byla nalezena již roku 1883 a byl to patrně její první sběr v Evropě. Postupně se ze středních Čech začala šířit na Moravu, kde byla zjištěna v roce 1924. V současnosti roste hlavně v teplých a sušších oblastech, v Polabí, na Hané, na jižní Moravě a v podhůří Bílých Karpat. V chladnějších podmínkách se hojněji vyskytuje pouze v jižních Čechách.

## Ekologie
Mimo polí osídluje často zelené rostliny podél komunikací, na rumištích, skládkách, v nevyužívaných prostorách továren, na odkalištích cukrovarů, na úhorech i v obdělávaných zahradách. Nemá specifické podmínky na hostitele a žije na širokém spektru druhů, její šíření na nová území podporuje i zvýšená tolerance vůči zasoleným biotopům na okrajích silnic. Vyskytuje se jak na rostlinách rostoucích na suchých stráních, tak i na vlhkých, obnažených dnech rybníků.
Kokotice ladní je parazitující rostlina, která nemá vlastní vyživovací kořenový systém a neosahuje chlorofyl. Při získávání živin je zcela odkázána na hostitelské rostliny, připojuje se k jejich nadzemním, lodyžním pletivům pomoci mnoha haustorií, jimiž z rostlin pro svou potřebu odčerpává vodu a živiny, tím je oslabuje a dochází k jejich vadnutí a usychání. V porostech kulturních rostlin pak vznikají následkem kruhovitého šíření parazita plochy zcela bez výskytu pěstované plodiny.
V ČR tento nebezpečný plevel cizopasí hlavně většinu druhů čeledí lilkovitých a tykvovitých a dále rody: aksamitník, dvouzubec, heřmánek, hulevník, chryzantéma, jablečník, jetel, jitrocel, krásenka, lebeda, máchelka, merlík, mrkev, pelyněk, posed, rýt, řebříček, řepeň, sléz, sporýš, srdečník, svlačec, tolice, truskavec, vikev atd. V Evropě je uváděn její výskyt u více než 200 druhů cévnatých rostlin.

## Popis

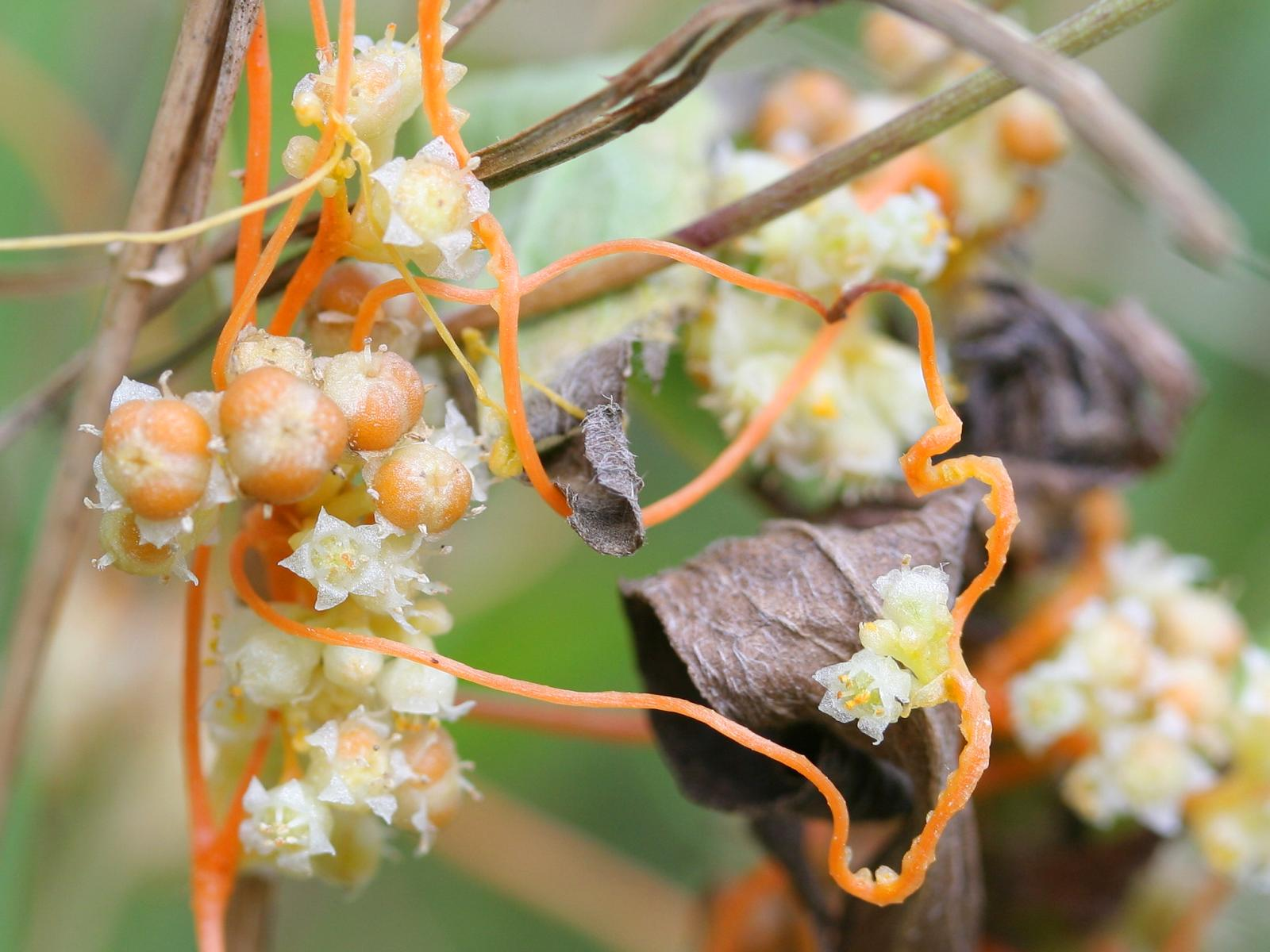
Květ a nezralé plody

Jednoletá parazitická bylina se silně rozvětvenou, asi 1 mm hrubou, nažloutlou, bezlistou, ovíjivou lodyhou z které vyrůstají četná haustoria. Její lodyha porůstá pětičetnými, asi 3 mm velkými, bílými, nažloutlými až narůžovělými květy. Ty vytvářejí klubkatá květenství, která obsahují dvě až deset oboupohlavných květů na krátkých stopkách s miskovitými listeny. Pětičetný kalich má vejčité plátky, které se na bázi překrývají. Pět korunních plátků tvořící korunní trubku je trojúhelníkovitého tvaru a na vrcholech jsou dovnitř zahnuté. V krátce zvonkovité koruně je pět tyčinek, jejichž podlouhlé prašníky z květu vyčnívají a kulovitý semeník se dvěma hnědými čnělkami zakončenými kulovitými bliznami. Květy rozkvétají v období od června do srpna a opyluje je hmyz. Ve velikosti a hustotě květenství, stejně jako ve velikosti plodů, bývají u jednotlivých rostlin rozdíly. Ploidie druhu je 2n = 56.
Plodem je kulatá, na vrcholu mírně zploštělá tobolka asi 3 mm velká. Obsahuje čtyři světle hnědá, oválná, jednostranně zploštělá, asi 1 mm velká semena.

## Rozmnožování
Rozmnožuje se semeny, kterých může statná rostlina ročně vytvořit i přes 100 000. Bývají roznášena větrem, vodou, zvířaty i lidmi na strojích nebo během přepravy sklizených plodin. Mají nestejnou dobu dormance, podržují si klíčivost po dobu šesti až deseti roků, přežívají i průchod trávicí soustavou zvířat. Klíčit začínají při teplotě od 8 °C, optimum je při 18 až 24 °C. Vzcházejí v dubnu až červnu, kvetou v červnu a srpnu a semena dozrávají v červenci až říjnu. Tento parazitický druh se může rozšiřovat i roznesenými útržky lodyh s dosud nezralými semeny, ta spolehlivě uzrají i na jejich suchých úlomcích.
Při klíčení spotřebovává mladá rostliny zásobu živin uloženou v drobném v semenu a musí se co nejdřív připojit k parazitované rostlině pro získání dalších živin. Semeno proto musí vyklíčit v těsné blízkosti zelené rostliny, kolem které se může semenáček ovinout a napojit se na ni haustoriemi. Kořínek slouží jen k upevnění a brzy zaniká, rostlina pak nemá žádný kontakt s půdou.

## Význam
Kokotice ladní je celosvětově považována za invazní plevelný druh, který nemá pro lidi ani zvířata žádný ekonomický přínos, ale přináší v místech silného výskytu nemalé škody. V české přírodě se její škody nejvíce projevují na porostech jetele a vojtěšky.